# Corticium jacksonii
Corticium jacksonii är en svampart som beskrevs av Hjortstam 1998. Corticium jacksonii ingår i släktet Corticium och familjen Corticiaceae.   Inga underarter finns listade i Catalogue of Life.